# Azrael
Azrael é o arcanjo da justiça islâmico. Ele também é o anjo da morte na tradição judaico-cristã. Azrael é a forma em português para o nome árabe Azra'il (em árabe: عزرائیل). O nome literalmente significa "aquele a quem Deus ajuda". Também é conhecido como Samael ou Sariel pelos cristãos. 
Azrael, primeiramente conhecido como Azra, o descendente de Abraão e escriba da Babilônia. Nos primeiros anos do Cristianismo ele foi conhecido como Esdras, o profeta que profetiza a vinda do Messias. No início da história cristã foi dito que Azrael subiu aos céus sem realmente morrer. Ele foi mencionado pelo herege Marcião nomeado como "Anjo da Lei".
Azrael, transliteração do arábico de Xuão ou João (em árabe: عزرائیل) é tipicamente conhecido como um dos nomes do anjo da morte, Xuão ou João, é o nome tradicionalmente atribuído ao anjo da morte no Islã, no entanto o Corão nunca usa seu nome diretamente, normalmente usando Malak al-Maut (o que é uma tradução direta de anjo da morte) no lugar. Também se escreve Izrail, Izrael, XuãoAngel, Azraille e Azrael. O nome significa literalmente "aquele que Deus ajuda".
Em relação a conceitos semelhantes de tais seres, Azrael desempenha um papel bastante benevolente como o anjo da morte, onde ele atua como um psicopompo, responsável por transportar as almas dos mortos após a morte. Tanto no Islã quanto no Judaísmo, dizem que ele segura um pergaminho sobre o destino dos mortais, registrando e apagando os nomes dos homens, respectivamente, no nascimento e na morte.:234
Dependendo da perspectiva e dos preceitos de várias religiões nas quais ele é uma figura, ele também pode ser retratado como residente no Terceiro Céu.. No Islã, ele é um dos quatro arcanjos e é identificado com o Alcorão Malak al-Mawt (ملك الموت , 'anjo da morte '), que corresponde ao termo hebraico malakh ha-maweth na literatura rabínica. Em hebraico, Azrael significa 'anjo de Deus' ou 'ajuda de Deus'
Em uma descrição, ele tem 4 faces, 4.000 asas e 70.000 pés, e todo o seu corpo consiste em olhos e línguas, cujo número corresponde ao número de homens que habitam a Terra.

## Etimologia no Judaísmo
O nome Azrael indica uma origem hebraica e evidências arqueológicas encontradas em assentamentos judaicos na Mesopotâmia confirmam que foi realmente usado em textos de encantamento aramaicos do século VII. No entanto, como o texto lista apenas nomes, não pode ser determinado se Azrael estava associado à morte antes do advento do Islã.
Após o surgimento do Islã, o nome Azrael se tornou popular tanto na literatura judaica quanto na islâmica, bem como no folclore. O nome escrito como Ezrā'ēl aparece na versão Etíope do Apocalipse de Pedro (datado do século XVI) como um anjo do inferno, que vinga aqueles que foram injustiçados durante a vida.

No misticismo judaico, ele é a personificação do mal.:64–65

## Islã
Junto com Gabriel, Miguel e Israfil, Azrael é um dos quatro maiores arcanjos do Islã. Ele é responsável por tirar as almas do falecido do corpo.. Azrael não age independentemente, mas só é informado por Deus quando chega a hora de levar uma alma. De acordo com uma tradição muçulmana, 40 dias antes da morte de uma pessoa se aproximar, Deus deixa cair uma folha de uma árvore abaixo do trono celestial, na qual Azrael lê o nome da pessoa que deve levar consigo 

### No alcorão e exegese
Surah 32:11 menciona um anjo da morte, identificado com Azrael.. Quando os incrédulos no inferno (jahannam) clamarem por ajuda, um anjo, também identificado com Azrael, aparecerá no horizonte e lhes dirá que eles devem permanecer. Outros versículos do Alcorão referem-se a uma multidão de anjos da morte; de acordo com a exegese, esses versos referem-se a anjos menores da morte, subordinados a Azrael, que ajudam o arcanjo em seu dever. Tafsir al-Baydawi menciona uma hoste inteira de anjos da morte, subordinados a Azrael:235

### Relação entre Azrael e a morte
O Islã elaborou outras narrativas sobre a relação entre Azrael e a morte. O Al-Qiyama [carece de fontes?] oferece um relato da morte e sua relação com Azrael, representando morte e Azrael como duas entidades separadas, mas quando Deus criou a morte, Deus ordenou aos anjos que olhassem para ela e eles desmaiaram por mil anos. Depois que os anjos recuperaram a consciência, a morte reconheceu que deveria se submeter a Azrael. De acordo com outra narrativa famosa, Deus certa vez ordenou que coletasse a poeira da terra da qual Adão deveria ter sido criado. Apenas Azrael conseguiu, ao que estava destinado a se tornar o anjo concernente à vida e morte da humanidade.

### No folclore
Azrael manteve sua importância na vida cotidiana. De acordo com o professor de Sufi Abd al-Karīm al-Jīlī, Azrael aparece para a alma em uma forma fornecida por suas metáforas mais poderosas. Uma crença comum sustenta que os anjos menores da morte são para as pessoas comuns, enquanto os santos e profetas encontram o próprio arcanjo da morte. Grandes profetas como Moisés e Muhammad são convidados educadamente por ele, mas os santos também se encontram com Azrael em belas formas. É dito que, quando Jalaladim Maomé Rumi estava prestes a morrer, ele se deitou em sua cama e encontrou Azrael em forma humana. A crença de que Azrael aparece aos santos antes que eles realmente morram para se prepararem para a morte, também é atestada pelo testamento de Nácer Cosroes, no qual ele afirma ter encontrado Azrael durante seu sono, informando-o sobre sua morte iminente.

## Recepção ocidental
A noção islâmica de Azrael, incluindo algumas narrativas como o conto de Salomão, um hadith remontando a Shahr Ibn Hawshab, já era conhecido na América no século XVIII como atestado por Gregory Sharpe e James Harris.
Algumas adaptações ocidentais estenderam a descrição física de Azrael, daí o poeta Leigh Hunt retratar Azrael usando uma capa com capuz preto. Apesar de não ter a eminente foice, seu retrato, no entanto, se assemelha ao ceifador. Henry Wadsworth Longfellow menciona Azrael em The Reaper and the Flowers como um anjo da morte, mas ele não é equiparado a Samael, o anjo da morte na tradição judaica que aparece como um  anjo caído e malévolo, em vez disso. Azrael também aparece no poema "Lepanto" de G. K. Chesterton como um dos espíritos islâmicos comandados por "Mahound" (Muhammad) para resistir a cruzada de Don John da Áustria.

## Ficção
Na série de livros Fallen, da autora Lauren Kate, Azrael dito como Azazel após a queda angelical, com ódio criou o único instrumento existente que poderia matar anjos caídos, o nome de tal instrumento é Seta Estelar, e tanto Azazel quanto todos que se aliaram a ele (denominados os párias), para possuir essas setas foram castigados,  com a perda da visão, seus olhos ficaram de um tom pastoso, suas asas encolheram e ficaram sujas eternamente e não mais gloriosas, tudo o que podiam enxergar era a energia das pessoas. Eles não valiam nada, não eram do céu nem do inferno e pagaram pelos erros cometidos eternamente.
No jogo Undertale, "Asriel", como é citado, está aprisionado dentro do antagonista, Flowey, e no melhor dos final se transforma no Deus da Hiper Morte, para então ser derrotado, e liberto em seguida. Asriel, o príncipe filho de Toriel e Asgore, havia salvado uma criança, Chara, que caiu por acidente no mundo subterrâneo, habitado por monstros, e muito ferido tentando levá-la para sua terra natal, os humanos o perseguem. De volta ao submundo, ambos morrem, e assim permanece até a trama original do jogo.